# Pyro One

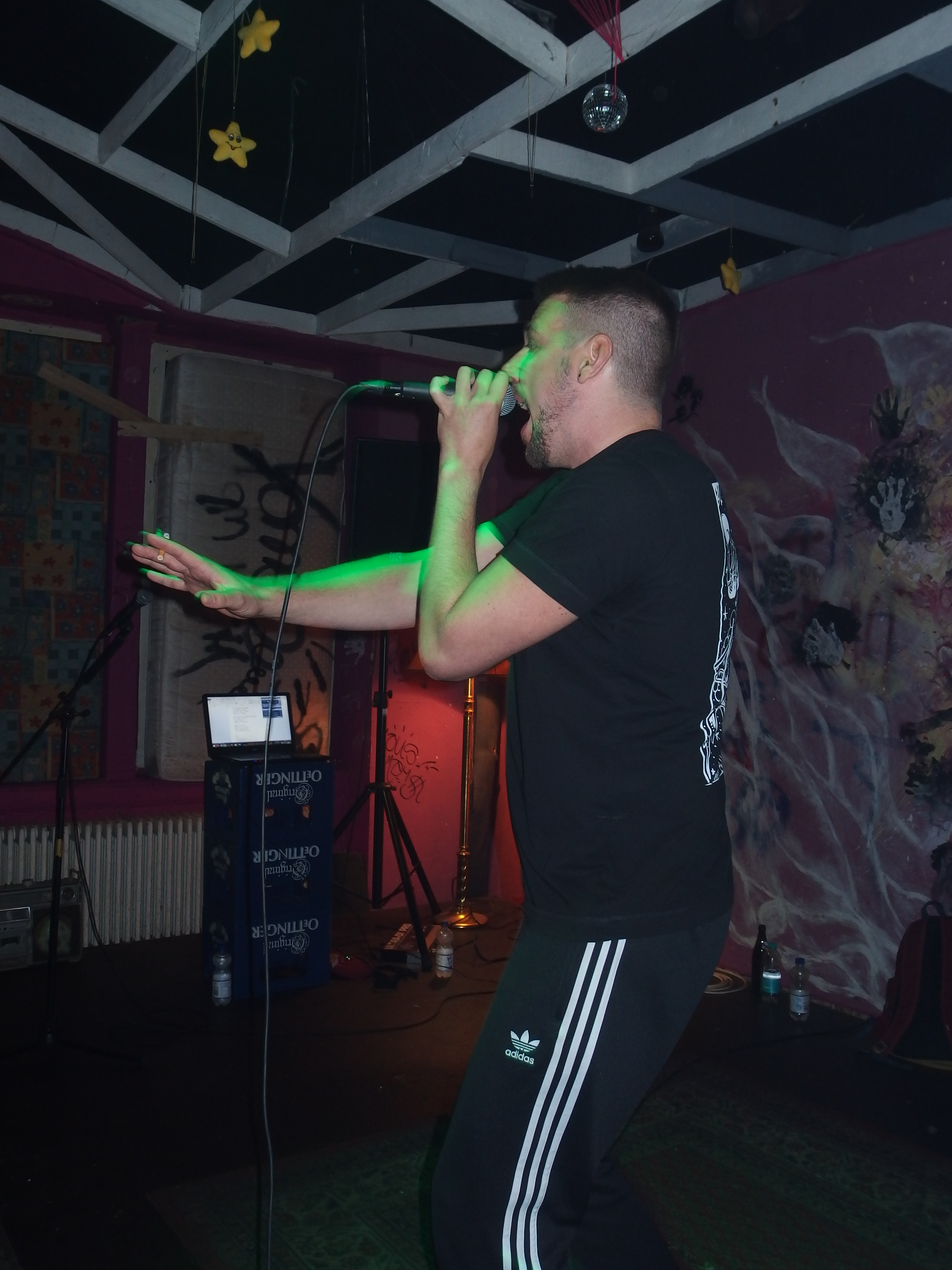
Pyro One live im St. Ingberter JUZ (2018)

Pyro One (* 20. Jahrhundert), eig. Sascha Steinbach, ist ein deutscher Rapper.

## Leben
Musikalisch sozialisiert in den 1990er Jahren, zuerst von Ice-T, später von Nas, dem Wu-Tang Clan, Dead Prez und vergleichbaren Gruppen, aber auch Deutschrap wie Freundeskreis gründete er 2001 zusammen mit dem MC Ambigu, den beiden Produzenten Ema und Kameleon sowie DJ Boogie Dan die Crew Monkey Mob. Das Album Platten Viertel Takt erschien 2006 im Eigenvertrieb. 2009 legte die Crew mit ihrer EP In diesen Tagen nach.
2009 erschien sein erstes Soloalbum Tränen eines Harlekins über das Label Twisted Chords. Ein Großteil der Beats stammt von LeijiOne sowie Beat2.0 mit denen er auch später noch zusammenarbeiten sollte. Auf dem Album sind unter anderem als Features Kobito, Holger Burner und Refpolk zu hören.
2011 folgte das zweite Album Irrlicht, ebenfalls über Twisted Chords. Das Album enthält eine Zusammenarbeit mit Deine Elstern, dem Projekt von Kobito und Sookee. 2012 gründete er zusammen mit 20 anderen Hip-Hop-Musikern das Kollektiv TickTickBoom und beteiligt sich an deren Kompilation Herzschlag, die 2014 über das Label Springstoff erscheint.
2013 erschien sein drittes Album Ausgezogen aus Nimmerland, bei der er mit der Punkband Kaput Krauts zusammenarbeitete. Chris Chaos von dieser Gruppe spielte auch Gitarre und Schlagzeug des Albums ein. 2014 erschien eine 7’’ zusammen mit Refpolk namens Aufstand der Rucksäcke.
Ursprünglich war eine Zusammenarbeit mit Springstoff geplant, die jedoch nicht zustande kam. 2016 erschien sein bisher letztes Album Dazwischen über das Label Birds Avenue Music aus Hamburg. Im Jahr 2020 erscheint die EP „Sisyphos“ im Eigenvertrieb und als Tape-Edition via Black Cat Tapes.

## Musikstil und Texte
Von Beginn an wird er dem Conscious Rap, in Deutschland oft etwas abwertend als Studentenrap bezeichnet, zugeordnet. Eine weitere Etikettierung, die vor allem aus seiner Zusammenarbeit mit Künstlern des Kollektivs TickTickBoom zu tun hat, ist der sogenannte Zeckenrap, also eine linke Variante des deutschsprachigen Hip-Hops, wie er unter anderem von Neonschwarz gespielt wird. Er selbst versteht sich jedoch als MC, der zwar vor allem in linken Zusammenhängen wahrgenommen wird, in erster Linie allerdings Hip-Hop macht. Er experimentiert dabei mit verschiedenen Stilen, so verarbeitet er auch Hardcore-Punk-, Dubstep-, Metal- und Rave-Einflüsse auf seinen Tonträgern, kollaboriert auch mit Bands wie 100blumen und Das Flug.
Seine Texte pendeln zwischen nachdenklich und rebellisch. Sie sind sehr oft aus einer linken Perspektive geschrieben und thematisieren gesellschaftliche Entwicklungen wie die NSU-Morde oder das Wiedererstarken der Neuen Rechten. Dabei sind seine Texte vor allem antirassistisch und antisexistisch. Auf Grund seiner Nähe zu diversen Labeln und Organisationen wird er gelegentlich dem antideutschen Spektrum der Linken zugeordnet, wobei er diese Zuordnung jedoch als Schubladendenken bezeichnet und selbst ablehnt.

## Diskografie
Alben
- 2008: Tränen eines Harlekins (Twisted Chords)
- 2011: Irrlicht (Twisted Chords)
- 2013: Ausgezogen aus Nimmerland (Twisted Chords)
- 2016: Dazwischen (Birds Avenue Music)
- 2020: Sisyphos (Eigenvertrieb)

Singles
- 2014: Aufstand der Rucksäcke (7’’ mit Refpolk, Springstoff)
- 2015: Nazifreie Zone (7’’ mit Johnny Mauser und Captain Gips, DirAction)
- seit 2020 unterschiedliche Singles, Donnerstags-Playlist[9]

Samplerbeiträge und Featurings
- 2011: In der Ferne Bildungsnähe auf Bitches Butches Dykes & Divas von Sookee
- 2011: Wunder Punkt auf Zu Eklektisch von Kobito
- 2012: Selbstverständlich auf Straße Kreuzung Hochhaus Antenne von Kaput Krauts
- 2013: Von vorn auf Über mich hinaus von Refpolk
- 2014: Polly Diamti auf Blaupausen von Kobito
- 2014: Behalt die Details auf Klippe von Refpolk
- 2015: Straßennamen auf Purple Velvet Souvenir Sampler (Springstoff)
- 2015: Proberaum / Liebfrauenmilch auf Make Some Noise (Sexism and Homophobia Out of My Music) (Springstoff)
- 2018: A Drunkard auf Keine Namen – Keine Strukturen von 100blumen

Mit TickTickBoom
- 2014: Herzschlag (Crew-Kompilation, Springstoff)

Mit Monkey Mob
- 2006: Platten Viertel Takt (Eigenproduktion)
- 2009: In diesen Tagen (Eigenproduktion)